# Ялтинська вулиця (Мелітополь)
Вулиця Ялтинська — вулиця в місті Мелітополь. Йде від проспекту Богдана Хмельницького до вулиці Івана Алексєєва, таким чином поєднуючи важливі автошляхи М14 і М18.
Повністю складається з приватного сектора. Покриття асфальтне.

## Назва
За радянських часів була названа на честь міста Ялта.

## Історія
Спочатку вулиця називалася Ялтинською, на честь міста-курорту Ялта на південному узбережжі Кримського півострова. 27 листопада 1959 на засіданні міськвиконкому був затверджений проект її прорізки і найменування. Це було частиною розширення та забудови району Піщане, в ході якого в другій половині 50-х і початку 60-х років тут з'явилося безліч інших вулиць.
3 листопада 1977 рішенням засідання виконкому міської ради Ялтинська вулиця була перейменована у вулицю 60-річчя Жовтня на честь ювілейної річниці Жовтневого перевороту.
21 березня 2016 року розпорядженням т.в.о. голови Запорізької ОДА вулиці повернуто історичну назву «Ялтинська». 

## Галерея

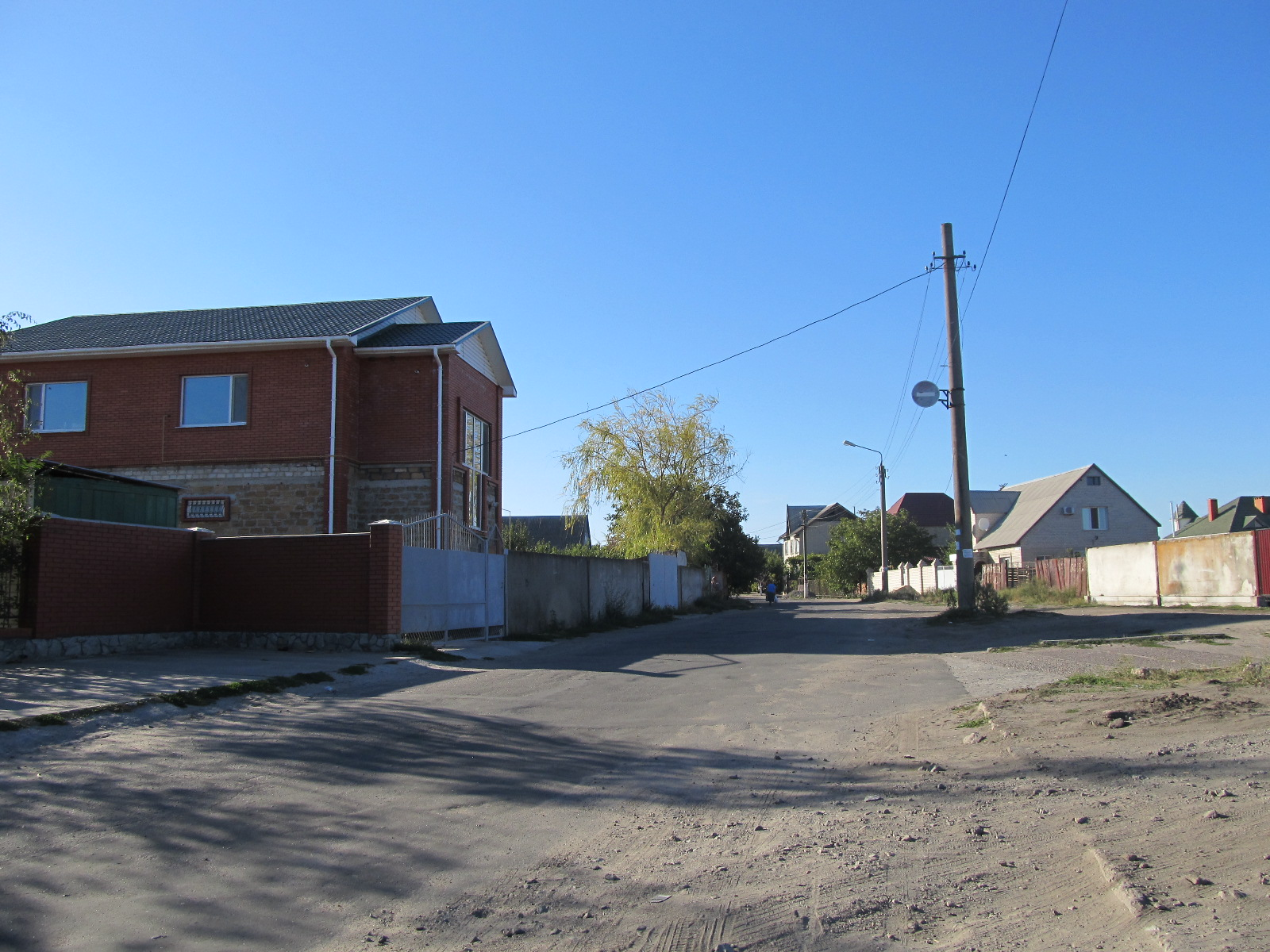
в'їзд з проспекту Богдана Хмельницького
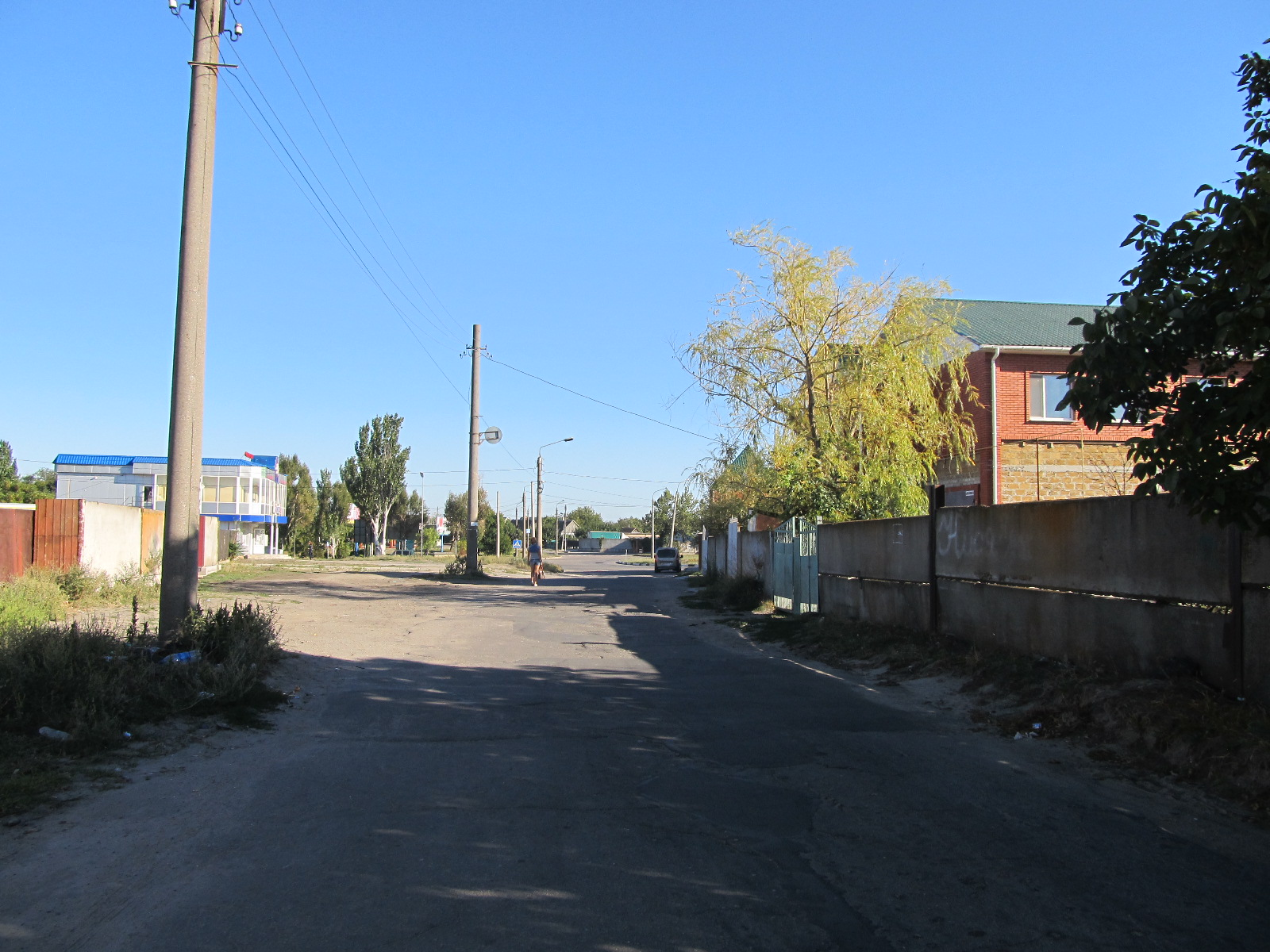
виїзд на проспект Богдана Хмельницького
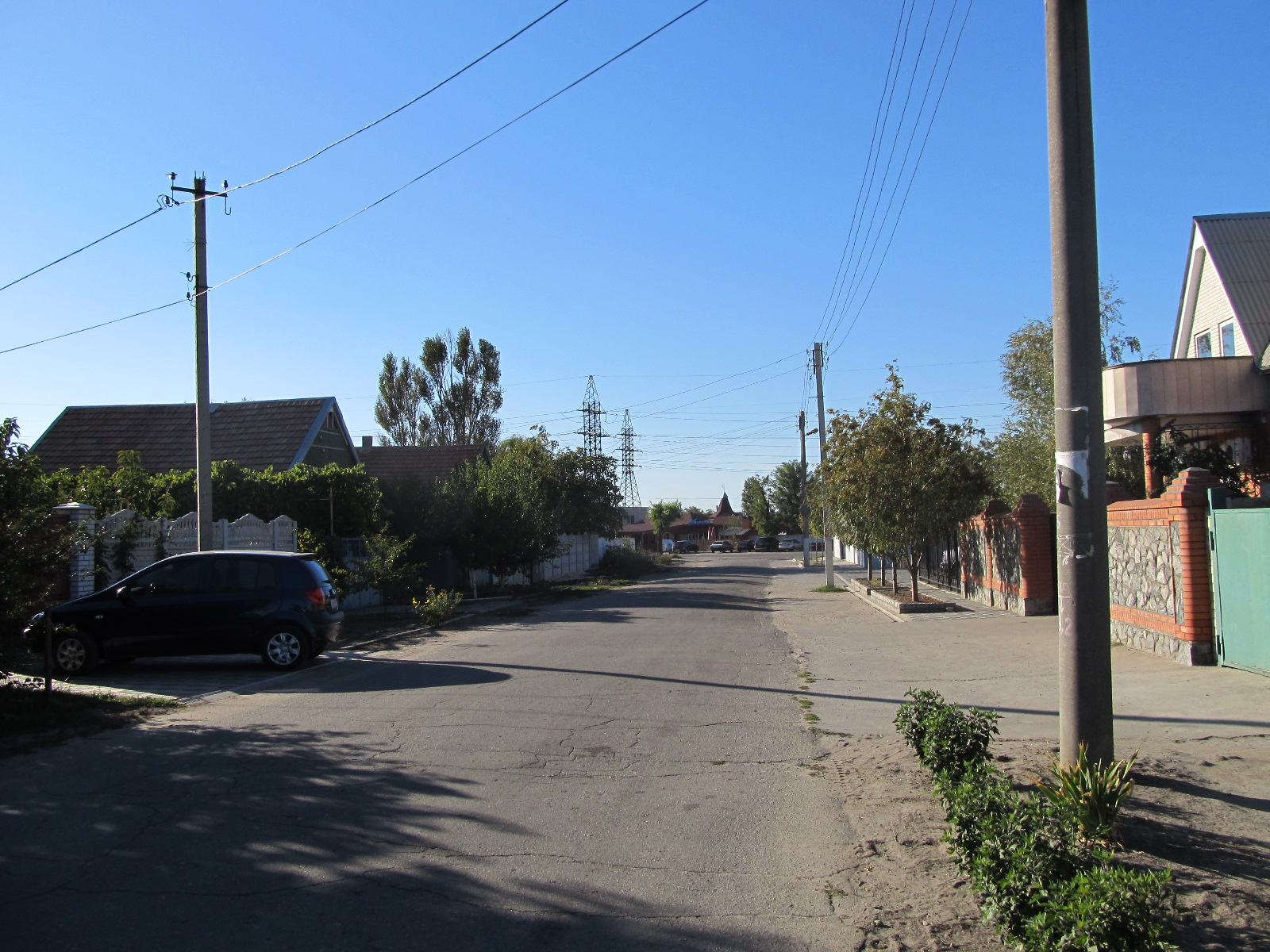
виїзд на вулицю Івана Алексєєва
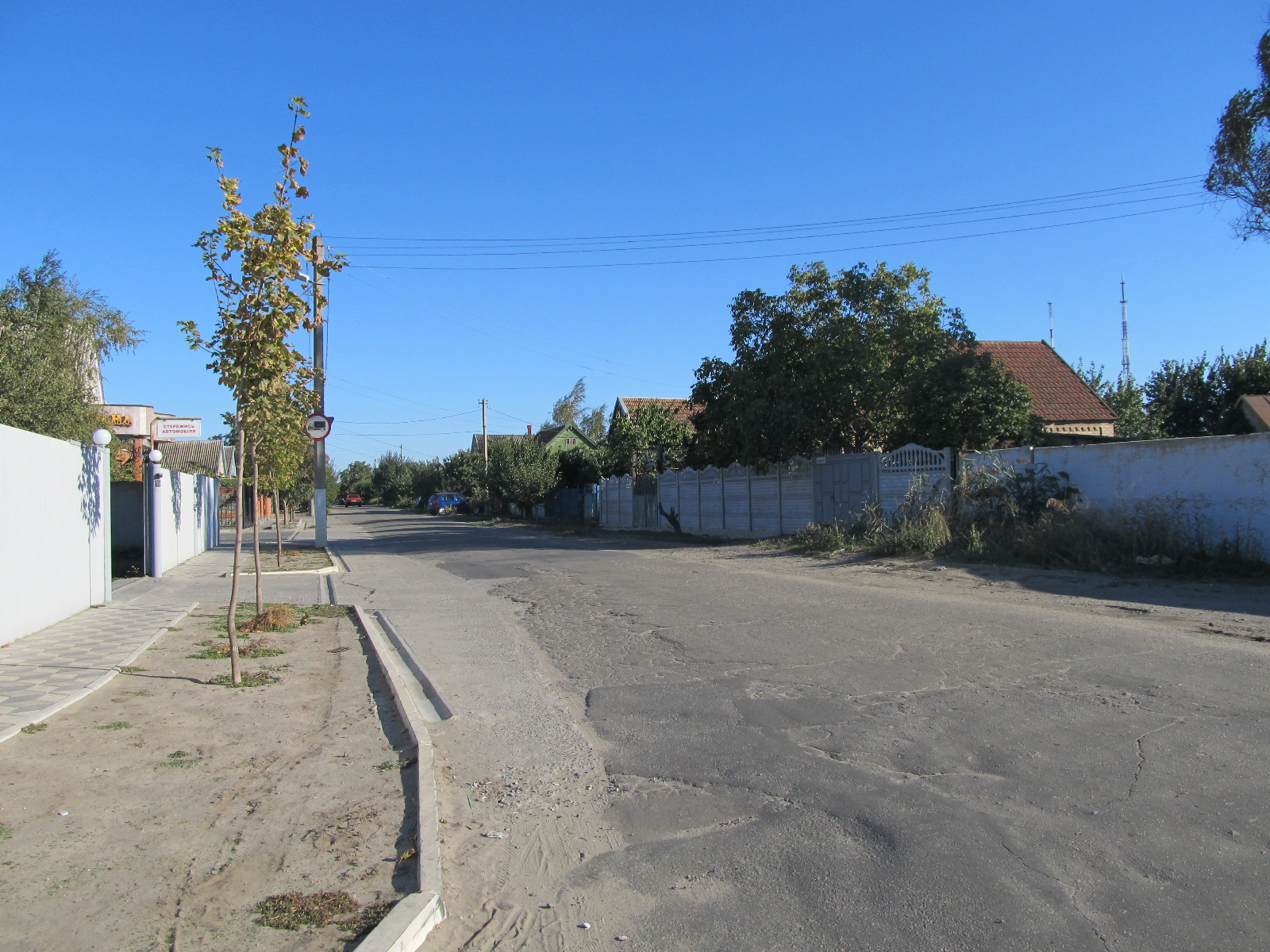
в'їзд з вулиці Івана Алексєєва